# West Moors
West Moors – wieś w Anglii, w hrabstwie Dorset, w dystrykcie (unitary authority) Dorset. Leży 41 km na wschód od miasta Dorchester i 145 km na południowy zachód od Londynu. W 2001 miejscowość liczyła 7400 mieszkańców.